# 千地泰弘
千地 泰弘（ちぢ やすひろ、1947年（昭和22年）3月19日 - ）は、日本の友禅作家、仏教画家、舞台衣裳作家。

## 経歴
- 1947年（昭和22年） 日本画家千地琇也の長男[1]として鎌倉市に生まれる。

- 1969年（昭和44年） 父・千地琇也と共にロサンゼルス本派本願寺の壁画「釈尊一代記」（十面）制作のため3年間渡米後一年間世界一周の遊学。

- 1973年（昭和48年） 京友禅と出会い、友禅作家として歩み始める。

- 1979年（昭和54年） 三宅一生・毛利臣男のベルギー国立バレエ団(モーリス、ベジャール)の衣裳を友禅染で制作。

- 1980年（昭和55年）都ホテルでファッションリサイタル「イマージュ　出逢いの明日」を発表。

- 1981年（昭和56年） ハリウッドで「YUZEN CHIJIの世界」を発表、イーディス・ヘッド(映画衣装デザイナー)の、エリザベス・テイラー、グレース・ケリーらのドレスを友禅染で制作[要出典]。

- 1982年
  - 芸術参加のレビューショー「スペースレビュー2001年」の衣裳制作（主演　前田美波里）
  - NHKテレビ「日本歴史探訪」”平家物語”上原まりの衣裳担当。
- 1984年
  - 法務省招聘によりスペイン・マドリードでファッションショー開催。
  - オランダ「ジャパンフェア」”ジャパン・イン・ロッテルダム’84”のファッションショーを開催。
- 1985年 ライブ知恩院でジャズシンガー・アンリ菅野の衣裳担当（読売テレビ「11PM」）
- 1988年 全国公演ムーンライトレビュー「月光箔」前田美波里、池畑慎之介（ピーター）主演をプロデュース及び衣裳制作。
- 1987年
  - NHK紅白歌合戦の光GENJI、小林幸子の衣装制作に染めの分野で携わる。
  - スペイン・日本・フランス合作映画「マニトス」（CIC配給）の衣裳制作。
- 1990年
  - ニューヨーク・ブロードウェイにてミュージカル「将軍」の衣裳制作。
  - NHK紅白歌合戦出場のシンディ・ローパーの衣裳。制作。
  - 京都文化芸術会館記念「雨月物語」出演上原まり・茂山千五郎の衣裳制作。
  - 中村玉緒と出逢いクリスタルルームのレビューショー（中村玉緒 主演）の衣裳制作。
- 1991年
  - NHK’91プレEXPO[セビリア・フェスタ」をコーディネート。ファッションショーも同時開催。
  - NHK'92特別企画「永遠の貴族・アルバ公爵」の番組制作に携わり、千地泰弘のコーディネートによりアルバ公爵の秘宝が世界で初めて一般公開される。アルバ公爵家リリア宮殿のコレクションに千地泰弘の「打掛 南天珊瑚」が納められ公爵夫人の顧問デザイナーに就任。
  - 国立京都国際会館で開催された第1回「ファッションカンタータ」（音楽 三枝成彰、特別出演 太地喜和子）でスペインのデザイナー アガタ・ルイスと共演。
  - NHK紅白歌合戦の美川憲一、伍代夏子の衣装制作。
- 1993年
  - オーストリア・タスマニア州の招聘で国際親善訪問。ホバート市、ローンセストン市でファッションショーと着物パレードを開催。
  - NHK紅白歌合戦の美川憲一、伍代夏子の衣裳制作。
  - 第2回「ファッションカンタータ」イタリアデザイナーと共演。
  - ニッポン放送開局40周年記念のロックオペラ「ハムレット」出演、聖飢魔Ⅱ、TOSHI（X JAPAN）の衣裳制作。
- 1994年
  - 平安建都1200年記念「京都まつり」のファイナルステージ・スペタクルパフォーマンス
  - 「平安夢幻譚・時空の舞姫」で高嶋政宏、裕木奈江の衣裳制作。
  - NHKドキュメント番組「人間マップ」出演。
  - 第3回「ファッションカンタータ」渡辺幸三郎、花井幸子、鳥居ユキと共演。
- 1995年 オーストリア建国1000年の前夜祭に招譚。ウィーン市のラートハウスケラー（市庁舎）にて「CHIJIコレクション・二都千年物語」（出演　山本リンダ）
- 1996年 国立劇場開場30周年記念歌舞伎公演「四天王楓江戸粧」市川猿之助着用の宙乗り衣裳デザイン担当。
- 1997年
  - NHK「堂々日本史～豪華 戦国の南蛮ファッション」織田信長、豊臣秀吉、徳川家康の南蛮ファッションを再現制作。
  - 作家活動25周年記念・インドの仏跡の旅をプロデュース。
- 2003年
  - テレビドラマ「おばはん刑事・流石姫子8」（主演 中村玉緒）の衣裳制作。ドラマに登場する着物作家は千地泰弘を想定された。
  - NPO法人みんなのオペラ「蝶々さん」衣裳制作・担当。オペラ歌手岡村喬生の改訂版マダムフライ。
- 2004年
  - NPO法人みんなのオペラ「蝶々さん」好評につき再演。衣裳担当（新作衣裳制作含む）。
  - ヒロ・ヤマガタとジョイント着物発表。
- 2005年
  - 大阪市主催、大阪城をバックにしたスケールの大きい野外オペラ「千姫」の衣裳制作・担当。
  - ロサンゼルス西本願寺百周年祭を記念して造営されたウィステリア小聖堂の壁画「飛天来迎の図」を制作。
  - アメリカ・ハリウッドでメーキャップアーティスト カオリ・ナラターナ等と「夢物語」日本絵巻ファッションショーを開催。
- 2006年
  - 大阪市主催、野外オペラ「千姫」 好評につき再演。
  - サンフランシスコ・バークレー仏教センター開設にあたり本堂「巻障子」を制作。
- 2007年
  - オーストリア・ウィーン市より世界へ日本文化を広めた文化交流への功績が認められ『文化芸術勲章』を叙勲。
  - ウィーン市で特別展覧会を開催。
  - 千地琇也・千地泰弘「父子展」開催。
- 2011年 イタリア第57回プッチーニフェスティバル公演で「蝶々夫人（MADAMA BATTERFLY）」の衣裳を制作。同時に「千地泰弘きものコレクション」を発表。
- 2013年 作家活動40周年にてハイアットリージェンシー京都で「極粋の宴 ～第六幕～」を開催。盟友 荒木とよひさの作詞作曲「友垣」でCDデビュー。
- 2014年 東京明治座にて四代目 市川猿之助丈が三代目 市川猿之助丈の「四天王楓江戸粧」を17年ぶりに再演、宙吊り衣裳を担当。
- 2015年
  - 東京ウェスティンホテルにて友禅染の弟子・中村玉緒の作家活動25周年を記念し、師弟で作品展開催。
  - テレビ「ワイド！スクランブル」内で30分番組放映。
  - 第57回プッチーニ・フェスティバル上演のオペラ「蝶々夫人」を創立70周年を迎えた群馬交響楽団とプッチーニ・フェスティバル財団の協賛で公演、衣裳担当。
  - 京都東急ホテルにて琳派四百年を記念し、千地琳派六連作をショー「粋の宴第八幕」で発表。
- 2016年
  - ロサンゼルス本派本願寺建立50周年を記念し、本堂の正面欄間に「飛天来迎の図」を制作。
  - 「極粋の宴～第10幕～」をザ・プリンスホテル京都宝ヶ池（旧：グランドプリンスホテル京都）にてファッションショーを開催。「飛天来迎の図」を六点連作の着物で制作発表。
- 2017年 古希を記念し書籍「であい」「我 何処へ ふたりとひとりと」を同時出版。

## 受賞歴・栄誉
- 2007年、オーストリア・ウィーン市より文化芸術勲章を叙勲。

## 著書
- 『であい』ーシルェットのない着物はポエムだー　株式会社ワニブックス　2017

共著
- 『我何処へ　ふたりとひとりと』　荒木とよひさ　株式会社ワニブックス　2017